# Agostino Paravicini Bagliani
Agostino Paravicini Bagliani (Bergamo, 19 novembre 1943 ) è uno storico italiano, con interessi verso la storia del papato, l'antropologia culturale, la storia del corpo e dei rapporti tra natura e società nel Medioevo.

## Biografia
Ha conseguito il dottorato in lettere nel 1968 e la libera docenza nel 1978 presso l'Università di Friburgo.
Dal 1969 al 1981 è stato scriptor latino della Biblioteca apostolica vaticana. Dal 1972 al 1981  è stato docente di codicologia presso la Scuola vaticana di paleografia diplomatica e archivistica.
Dal 1981 al 2009 è stato professore ordinario di storia medievale presso l'Università di Losanna. Dal 2006 al 2009 ha insegnato storia medievale all'Università Vita-Salute San Raffaele e dal 2007 al 2013 ha insegnato storia medievale all'Istituto di studi italiani presso l'Università della Svizzera italiana.
Dal 2005 al 2007 è stato presidente dell'Union académique internationale, di cui è presidente onorario dal 2007. Dal 2008 al 2024 è stato presidente della Società internazionale per lo studio del medioevo latino (S.I.S.M.E.L.) a Firenze, di cui è presidente onorario dal 2024.
Dal 1989 al 2009 ha diretto la collana Cahiers lausannois d'histoire médiévale; dal 1993 dirige la rivista Micrologus. Natura, scienze e società medievali (SISMEL Edizioni del Galluzzo); dal 1997 dirige la collana La corte dei papi (Roma, Viella); dal 1998 dirige la collana Micrologus' Library (SISMEL Edizioni del Galluzzo); dal 2007 al 2023 ha diretto l'Edizione Nazionale «La Scuola Medica Salernitana»; dal 2002 è direttore della Rivista di storia della Chiesa in Italia (Vita e Pensiero); dal 2009 al 2024 è stato presidente del Comitato della Edizione nazionale dei testi mediolatini.
Ha scritto numerosi articoli per i quotidiani la Repubblica e L'Osservatore Romano.

## Premi
Nel novembre 2008, ha ricevuto un Dottorato honoris causa alla Sorbona, École pratique des hautes études, Parigi.
Nel 1995 ha ricevuto il premio della Città di Empoli, nel 1997 il premio della Città di Ascoli Piceno e nel 1998 il premio internazionale Finale Ligure.

## Opere

### Monografie
- 1972
  - Cardinali di Curia e familiae cardinalizie dal 1227 al 1254, 2 vol., Padova, Antenore, (Italia Sacra, 18-19)
- 1977
  - Corso di codicologia, Roma, Città del Vaticano
  - Maier, Anneliese, Ausgehendes Mittelalter. Gesammelte Aufsätze zur Geistesgeschichte des 14. Jahrhunderts, 3 vol., Roma, Edizioni di Storia e Letteratura
- 1980
  - I testamenti dei cardinali del Duecento, Roma, Società romana di storia patria, 1980 (Miscellanea della Società Romana di storia patria, 25)
- 1981
  - Studi sul secolo XIV in memoria di Anneliese Maier, Roma, Ed. di storia e letteratura (Storia e letteratura, 151)
- 1987
  - con Bernard Andenmatten, Ecoles et vie intellectuelle à Lausanne au Moyen Age, Lausanne (Etudes et documents pour servir à l'histoire de l'Université de Lausanne 12 / Publications de l'Université de Lausanne, XII)
  - Le mouvement confraternel au Moyen Age. France, Italie, Suisse. Actes de la Table Ronde organisée par l'Université de Lausanne avec le concours de l'Ecole Française de Rome et de l'Unité associée 1011 du CNRS “L'institution ecclésiale à la fin du Moyen Age”. Lausanne 9-11 mai 1985, Genève, Droz (Publications de la Faculté des Lettres, Université de Lausanne, 30; Collection de l'Ecole française de Rome, 97)
- 1989
  - con Jean-François Poudret, La Maison de Savoie et le Pays de Vaud, Lausanne, Bibliothèque historique vaudoise (Bibliothèque historique vaudoise, 97)
  - Les manuscrits enluminés des Comtes et Ducs de Savoie, Torino, U. Allemandi
  - con Giorgio Stabile, Träume im Mittelalter. Ikonologische Studien, Stuttgart, Belser Verlag
- 1990
  - con Jean-Claude Maire Vigueur, Ars et ratio: dalla torre di Babele al ponte di Rialto, Palermo, Sellerio (Prisma, 122)
- 1991
  - Medicina e scienze della natura alla corte dei papi nel Duecento, Spoleto, Centro italiano di studi sull'alto medioevo, 1991 (Biblioteca di Medioevo latino, 4)
  - con Bernard Andenmatten e la collaborazione di Nadia Pollini, Amédée VIII - Félix V, premier duc de Savoie et pape (1383-1451), Lausanne, Bibliothèque historique vaudoise (Bibliothèque historique vaudoise, 103)
  - con Jean-Claude Maire Vigueur, La parola all'accusato, Palermo, Sellerio
- 1992
  - Belser Bildgeschichte des Mittelalters, vol. 1-2, Stuttgart, Belser Verlag
  - con Piera Borradori e Nadia Pollini, Le Pays de Vaud vers 1300, Lausanne, Université de Lausanne – Faculté des Lettres (Cahiers lausannois d'histoire médiévale, 6)
  - con André Vauchez, Poteri carismatici e informali: chiesa e società medioevali, Palermo, Sellerio
- 1993
  - con Ansgar Wildermann, e la collaborazione di Véronique Pasche, La visite des églises du diocèse de Lausanne en 1453, 2 vol., Lausanne, Société d'histoire de la Suisse romande, (Mémoires et documents de la Société d'histoire de Suisse romande, 3e série, 19-20)
- 1994
  - Il corpo del papa, Torino, Einaudi (Biblioteca di cultura storica, 204) (trad. franc. Catherine Dalarun Mitrovitsa: Le corps du pape, Paris, Editions du Seuil, 1997; trad. ted. Ansgar Wildermann: Der Leib des Papstes, München, Beck, 1997 (C.H. Beck Kulturwissenschaft); trad. ingl. David S. Peterson: The Pope's Body, Chicago, University of Chicago Press, 1999)
  - con Bernard Andenmatten ed Annick Vadon, Héraldique et emblématique de la Maison de Savoie: (XIe - XVIe s.), Lausanne, Université de Lausanne – Faculté des Lettres (Cahiers lausannois d'histoire médiévale, 10)
  - con Jacques Chiffoleau e Lauro Martines, Riti e rituali nelle società medievali, Spoleto, Centro italiano di studi sull'alto medioevo, 1994 (Collectanea, 5)
  - curatore, con Pierre Toubert, per Sellerio (Palermo) degli Atti dei colloqui federiciani presso il Centro Ettore Majorana, a Erice, dal 1992 al 1994:
    - Federico II e il mondo mediterraneo
    - Federico II e le città italiane
    - Federico II e le scienze
- 1995
  - La cour des papes au XIIIe siècle, Paris, Hachette (La vie quotidienne)
  - con Pierre Toubert, Federico II, 3 vol., Palermo, Sellerio, 1995.
  - con Véronique Pasche, La Parrocchia nel Medio Evo. Economia, scambi, solidarietà, Roma, Herder, 1995 (Italia Sacra, 53)
- 1996
  - Il trono di Pietro. L'universalità del papato da Alessandro III a Bonifacio VIII, Roma, La Nuova Italia Scientifica
  - La vita quotidiana alla corte dei papi del Duecento, Roma-Bari, Laterza
- 1997
  - con Jean-François Felber, Jean-Daniel Morerod, Véronique PascheLes, Pays romands au Moyen Age, Lausanne, Payot (Territoires)
- 1998
  - con Pierre Toubert, Federico II e la Sicilia, Palermo, Sellerio (L'isola), pp.266 (raccoglie 15 dei saggi già pubblicati nei tre volumi degli Atti di Erice del 1994)
  - con Francesco Santi, The regulation of evil: social and cultural attitudes to epidemics in the late Middle Ages, Firenze, SISMEL – Edizioni del Galluzzo (Micrologus' Library, 2)
  - Le Chiavi e la Tiara. Immagini e simboli del papato medievale, Roma, Viella, (La corte dei papi, 3); II ed. 2005
- 1999
  - con Martine Ostorero, Kathrin Utz Tremp, e la collaborazione di Catherine Chène, L'imaginaire du sabbat: édition critique des textes les plus anciens (1430 c.- 1440 c.), Lausanne, Université de Lausanne – Faculté des Lettres (Cahiers lausannois d'histoire médiévale, 26)
- 2000
  - con Baudouin Van den Abeele, La chasse au Moyen Age: société, traités, symboles, Firenze, SISMEL – Edizioni del Galluzzo (Micrologus' Library, 5)
  - con Bernard Andenmatten ed Eva Pibiri, Pierre II de Savoie ‘Le Petit Charlemagne’ († 1268), Lausanne, Université de Lausanne – Faculté des Lettres (Cahiers lausannois d'histoire médiévale, 27)
- 2001
  - Le Speculum Astronomiae, une énigme? Enquête sur les manuscrits, Firenze, SISMEL – Edizioni del Galluzzo (Micrologus' Library, 6)
- 2003
  - con Chiara Crisciani, Alchimia e medicina nel Medioevo, Firenze, SISMEL – Edizioni del Galluzzo (Micrologus' Library, 9)
  - con Eva Pibiri et Denis Reynard, L'itinérance des seigneurs (XIVe – XVIe siècles), Lausanne, Université de Lausanne – Faculté des Lettres (Cahiers lausannois d'histoire médiévale, 34)
  - Boniface VIII. Un pape hérétique?, Paris, Payot & Rivages (trad. ital. Franco Bacchelli: Bonifacio VIII, Biblioteca di cultura storica, Torino, Einaudi, 2003, ISBN 978-88-061-6005-0).
- 2005
  - La mémoire du temps au Moyen Age, Firenze, SISMEL – Edizioni del Galluzzo (Micrologus' Library, 12)
- 2007
  - con Danielle Jacquart, La Scuola medica salernitana. Gli autori e i testi, Firenze, Sismel – Edizioni del Galluzzo (Edizione Nazionale ‘La scuola medica salernitana’, 1)
  - con Jean-Michel Spieser e Jean Wirth, Le portrait, la représentation de l'individu, Firenze, SISMEL – Edizioni del Galluzzo (Micrologus' Library, 17)
- 2008
  - con Bernadette Martin-Hisard, Medievalia et Vaticana. Etudes offertes à Louis Duval-Arnould, réunies par Jean-Marie Martin, Firenze
- 2009
  - Il potere del papa. Autorappresentazione e simboli, Firenze, SISMEL - Edizioni del Galluzzo
- 2010
  - Il papato nel secolo XIII. Cent'anni di bibliografia (1875-2009), Firenze, SISMEL - Edizioni del Galluzzo (Millennio Medievale, 78. Strumenti e studi, 83)
- 2012
  - "Indexes Micrologus (1-20), Micrologus' Library (1-45)" Firenze, SISMEL Edizioni del Galluzzo, XI-431 p.
- 2013
  - Morte ed elezione dei papi. Norme, riti e conflitti Il Medioevo, Roma, Viella, VII-335 p.
- 2013
  - Il papato e altre invenzioni. Il Medioevo nelle simboliche del presente (Articoli per il quotidiano La Repubblica) Firenze, SISMEL Edizioni del Galluzzo (edizione limitata e non venale).
- 2014
  - Il papato e altre invenzioni. Frammenti di cronaca dal Medioevo a papa Francesco Firenze, SISMEL Edizioni del Galluzzo, X-200 p.
- 2016
  -  Il bestiario del Papa, Collana Saggi, Torino, Einaudi,  p. 400, ISBN 978-88-062-2654-1.
- 2016-2020
- Le monde symbolique de la papauté. Corps, gestes, images d’Innocent III à Boniface VIII, Firenze, SISMEL Edizioni del Galluzzo, (Millennio Medievale, 118, Strumenti e Studi, 46), XXII-350 p.
- (With Silvia Agnoletti) Indexes: Micrologus (1 - 28). Micrologus Library vols 1 – 99, Firenze, SISMEL Edizioni del Galluzzo, VIII-302 p.